# Gellius Maximus
Gellius Maximus († wahrscheinlich 219) war 219 römischer Gegenkaiser.
Gellius Maximus stieg trotz seiner niedrigen Herkunft bis zum Senator auf. In Syrien kommandierte er die legio IIII Scythica. Im Jahr 219 nutzte er die unruhige politische Lage unter Kaiser Elagabal und proklamierte sich selbst zum Kaiser. Elagabal blieb allerdings Herr der Lage und bekämpfte den Usurpator. Gellius Maximus wurde schließlich hingerichtet.
Hauptquelle zu Gellius Maximus ist sein Zeitgenosse Cassius Dio. Dieser berichtet im 79. Buch seiner Römischen Geschichte vom syrischen Gegenkaiser.